# Aristolochia claveriana
Aristolochia claveriana är en piprankeväxtart som beskrevs av Uribe. Aristolochia claveriana ingår i släktet piprankor, och familjen piprankeväxter. Inga underarter finns listade i Catalogue of Life.